# Спакамонтања (Беневенто)
Спакамонтања је насеље у Италији у округу Беневенто, региону Кампанија.
Према процени из 2011. у насељу је живело 18 становника. Насеље се налази на надморској висини од 255 м.